# Té prensado

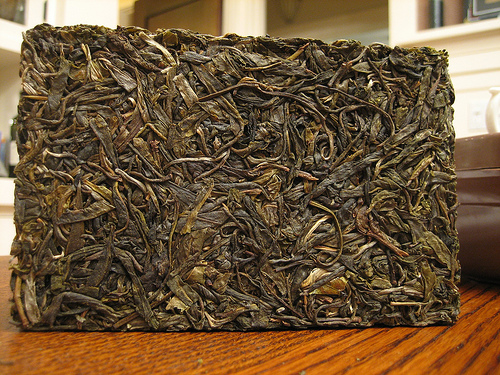
Ladrillo de te pu-erh. Se observan las hojas que lo componen en su superficie.

Los ladrillos de té (en chino tradicional 磚茶; y en chino simplificado 砖茶, zhūan chá) o té compacto (en tradicional: 緊壓茶; en simplificado: 紧压茶, jǐnyā chá) son bloques de hojas de té negro, té verde o té fermentado que se empaquetan en moldes con forma de bloque.
Esta era la forma de producir y usar el té en la China antigua, antes de la Dinastía Ming. Hoy en día su uso está en decadencia, aunque sigue usándose para tés como el pu-erh. Estos tés se pueden consumir en infusión, comer e incluso en el pasado se usaban como moneda.